# Zubići (plemstvo)
Zubići su bili plemenitaška obitelj iz Bosne. Postojali u srednjovjekovnoj Bosni, a osmanska osvajanja i okrutnosti su ih otjerali u siromaštvo. Od posjeda nije ništa ostalo. Grb obitelji bio je na žutom polju krilati lav sa zavinutim repom i orlovskom glavom te još jedan lav ljubičastobijel s orlovskom glavom. Prezime je nestalo. Potomak ove obitelji je narodni svetac fra Franjo Zubić, koji se rodio u Travniku. Kod Novog Travnika nalazi se danas selo Zubići.